# Tomás de Aquino Sigrist
Tomás de Aquino Sigrist é um desenhista  brasileiro. Publicou obra ilustrada sobre as aves  (Aves do Brasil, Uma Visão Artística) e mamíferos brasileiros.
Tomás iniciou a sua carreira como pintor naturalista em 1986. No decorrer destes anos desenvolveu diversas técnicas de pintura, atingindo um estilo próprio de expressão para representar as aves do Brasil, além de outros elementos da fauna e flora brasileiras, trabalho para o qual desenvolve pesquisas no campo, nos museus e bibliotecas.
Ilustrou uma monografia das Aves de São Paulo, junto com o Prof. Doutor Edwin O'Neil Willis da UNESP, de Rio Claro. Realizou ilustrações para a Revista Bird Life International e inúmeras outras publicações. Também são de sua autoria as capas de CD (Cantos de Aves do Brasil e Guia Sonoro Neotropical) da autoria do Prof. Doutor Jacques Vielliard da Unicamp e, atualmente, vem trabalhando na composição de um CDROM, Aves da Mata Atlântica..